# 金斑蛱蝶
金斑蛺蝶（Danaid Eggfly，學名：Hypolimnas misippus）又名雌紅紫蛺蝶。是一種遍佈世界各地的蛺蝶。
本種以多型性與擬態著稱。雄蝶為單一型，呈黑色調，具藍色邊緣的白斑；而雌蝶則有多種型態，包括與雄蝶相似的型態，或模仿有毒蝴蝶金斑蝶與帝王斑蝶的外觀。

## 分布
此蝶分布於非洲、亞洲與澳洲。在美洲，牠們見於西印度群島，偶有迷蝶出現在中美洲與北美洲。
於印度洋島嶼分布亦廣，包括塞席爾，曾記錄於多個島嶼如馬埃島、普拉蘭島、阿爾達布拉環礁及科西涅島。

## 外觀描述

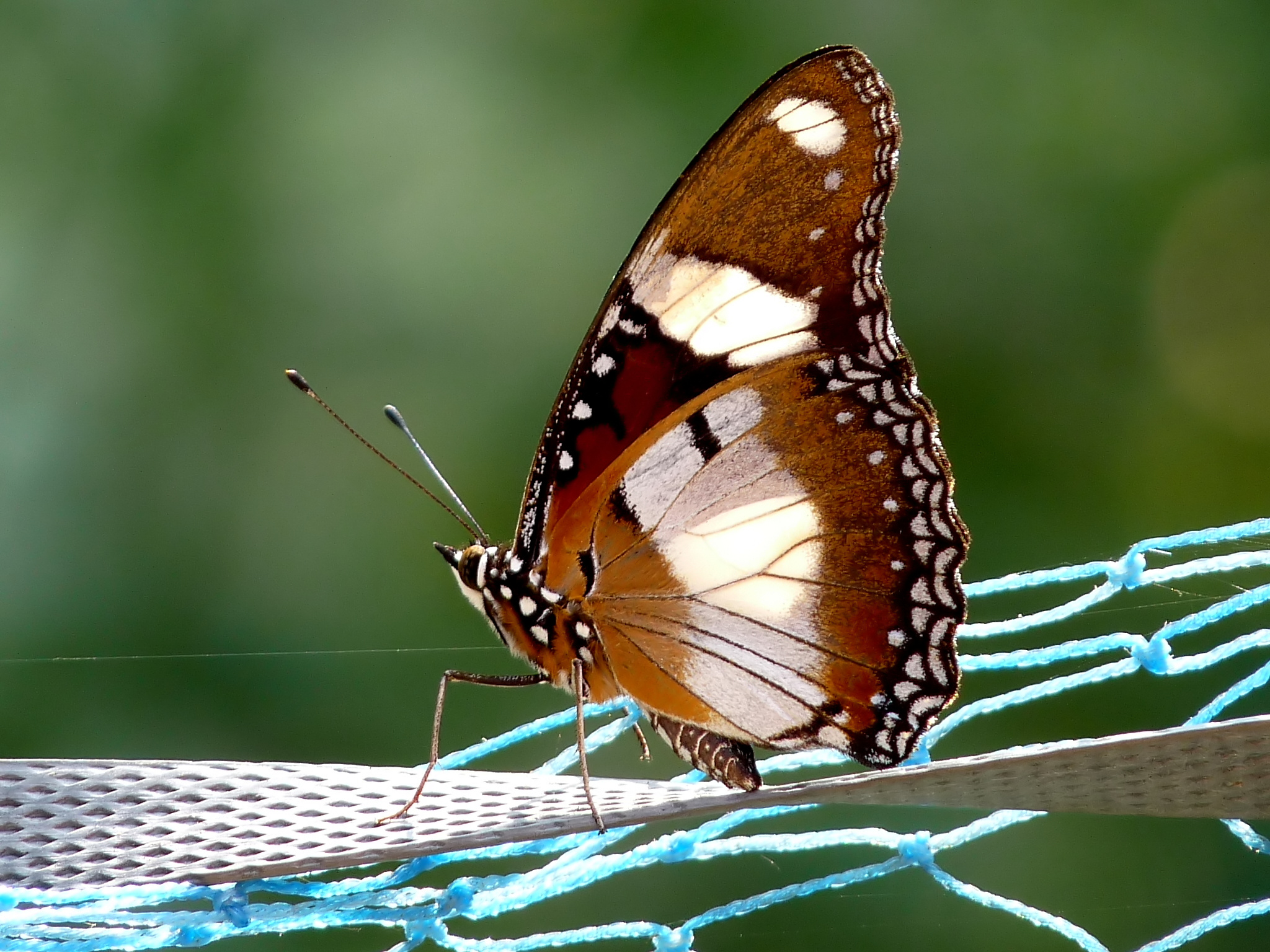
雄蝶翅腹面：

### 雄蝶
雄蝶呈單型性（monomorphic），上翅為暗天鵝絨般的黑褐色。
前翅： 有一枚大白橢圓斑介於翅脈3至7之間，翅尖附近另有一較小白斑，皆由黑色翅脈穿過，外緣有僅在特定角度下可見的藍色虹彩。後翅有一較大白斑，脈紋呈黃白色，不若前翅明顯。近翅臀處有些白點，翅緣鑲嵌白與黑相間色。
翅腹面前翅基部（翅間空隙1與2及翅室）呈亮栗棕色，中間區則為暗褐色。翅尖半部為金褐色，翅基的前緣帶有白色斑點。翅室內有三枚白點，其前方為黑色；翅室末端外有一條狹窄短橫白紋。一枚橢圓形白色斑塊橫跨翅緣至翅間空隙2中部，邊緣有一圈模糊的暗黑色。與上翅類似的翅尖白點，未具藍邊，後方延續為一列小型後盤白斑。此外還有兩列內外白色弦月紋，間由波狀黑線分隔，再外側為一條終端黑線。
後翅： 基部與後盤區為栗紅色。翅脈8基部有一枚由白線圈起的黑斑。中後區有一條極寬白帶，自翅前緣延伸至後緣，於翅間空隙1a頂端被一條黑色橫帶切斷。此白帶於翅間空隙7中段含一枚寬黑橫條，翅間空隙內側亦有黑邊。後盤區有一列小白點，與前翅延續成系列。另有一列內側近端、呈對稱三角形的白點，外側則為一列狹窄白弦月紋，兩列間由一條黑色波狀線隔開，接續成一條黑色終邊線。前後翅緣毛為黑白相間。觸角、頭部、胸部與腹部呈深褐色，下唇鬚與胸部腹面為白色，腹部則為栗色。
雄蝶多在午後降雨後特別活躍。

### 雌蝶 – 多型性

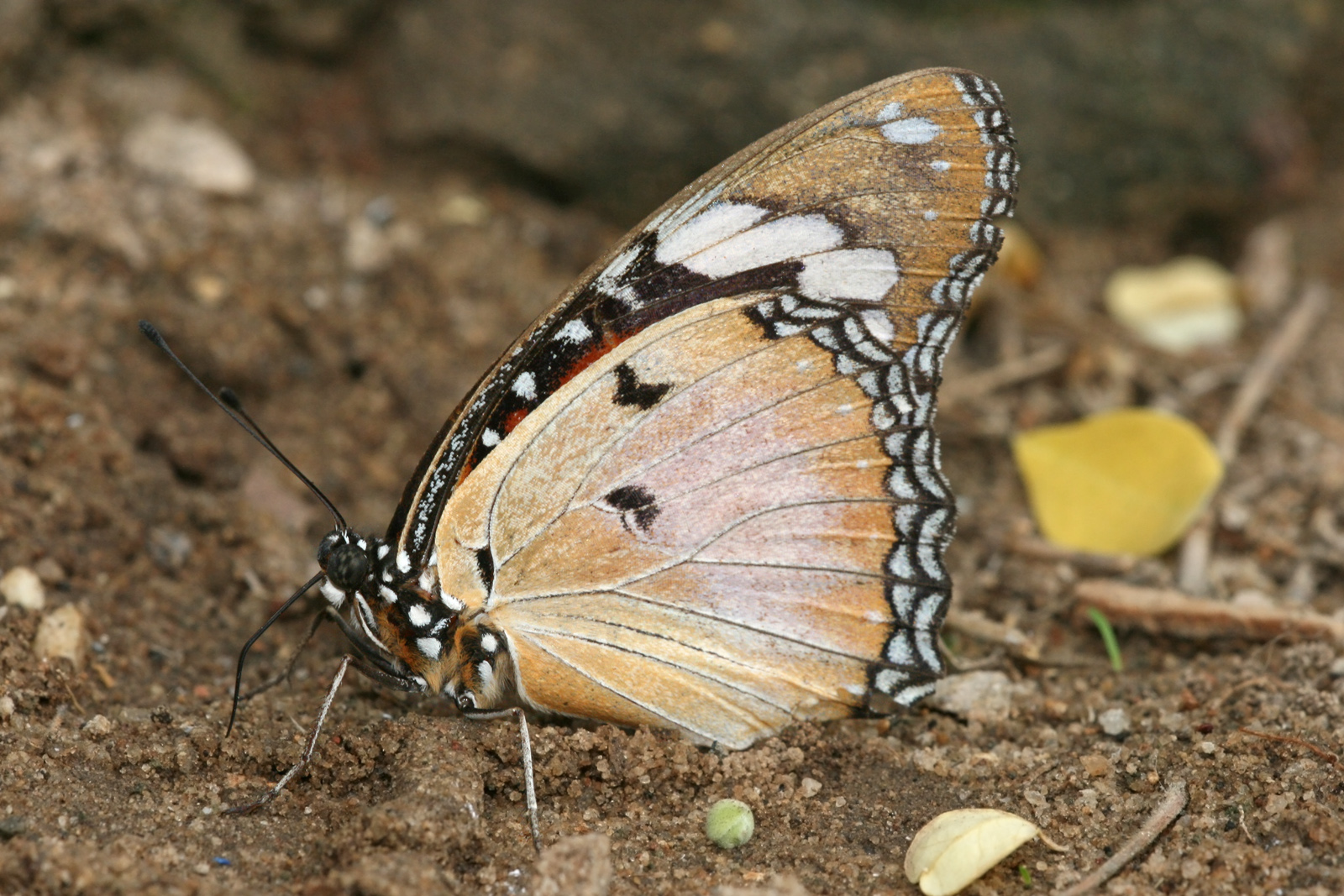
雌蝶，翅膀下方

#### 第一型
前翅：上表面呈現濃郁的赭黃色。前翅在翅脈邊緣、翅尖的一半與翅緣皆為黑色。這片黑色區域的內緣沿著一條斜穿翅室的線延伸，並往下彎曲至接近1a間隙的尖端。翅室頂端外側有一個明顯的白點。前翅還有一條斜向排列的較長橢圓白斑帶，並配有一列更橫向、短而小的三或四個白色亞頂斑。此外，還有內外兩列極小而細長的白色月形斑，排列成橫向的副終端帶。
後翅：特徵為在第7間隙有一個橫向圓斑，終端邊緣則明顯寬闊且呈黑色。這段黑邊有兩列橫向成對的小白色月形斑。前翅與後翅的翅緣絨毛為白色，與黑色交錯排列。下表面為較淡的赭黃色，與前翅圓盤部位較深的赭色形成對比。下表面斑紋與上表面相似，但有以下差異：
前翅：翅室前緣有三個白色斑點，而在白斑斜帶以外的翅尖黑色區域，則被一片顯眼的金黃色所取代。
後翅：第8翅脈基部有一個黑點，第5間隙基部也有黑點，並有一列橫向排列的小白色盤後斑點。這些斑紋連同上表面的斑紋，皆有助於型態辨識。

#### 第二型
雌擬幻蛺蝶的第二型與第一型相似，但特徵是在後翅上下表面皆有一塊白色區域。這一特徵明確且為 alcippoides（Butler）型的辨識重點。

#### 第三型
第三型外觀與第一型相似，但前翅略有變化。斜列的長斑呈現黃色調，而黑色翅尖中央區域則顯現赭黃色。

## 生活史
幼蟲：根據 de la Chaumette（引自 Moore 的紀錄），雌擬幻蛺蝶的幼蟲為圓柱狀，主體為黑色，背部有一條更深的黑色背線。身體橫帶排列著小而淡褐色的疣狀斑點，與暗色身體形成對比。腹面呈現深橄欖褐色，腳與頭部為磚紅色。頭部具備兩根粗大、分枝的黑色棘刺，作為防禦用途。除了肛節外，其餘體節均有共十根分枝棘刺，為髒白透明色，排列成縱向行列。肛節則也有兩根相似的棘刺，功能亦顯著。
食草：幼蟲主要以 馬齒莧與 Asystasia lawiana（爵床科） 的葉子為食。
蛹：該蛹為懸垂型，特徵是短而厚，整體形態有助於其擬態。顏色為淡褐色，無金屬斑點，有利於在樹葉間隱藏。其表面呈現斑駁狀，並有赭黑色條紋，特別集中於頭部與尾部區域，為對環境的進一步適應。 （de la Chaumette。）

## 擬態
雌擬幻蛺蝶的雌蝶在外觀上模仿體型相似的 金斑蝶，這是一種有毒蝴蝶，其寄主植物為含毒性的馬利筋。金斑蝶 鮮明的色彩向周圍的掠食者宣告其不可口的特性，因此蛺蝶的雌蝶也發出相同訊號，即便其本身並不具毒性。為了強化這種行為，這些雌蝶有時也會與金斑蝶一同行動。兩種蝴蝶在外觀上的差異非常細微。

## 幼蟲寄主植物
寬葉十萬錯 (Yan Son, 1997)、Asystasia lawiana、
假杜鵑、緑苞爵床、樹牽牛、黃葵屬、苘麻屬、木槿屬、心葉黃花稔、馬齒莧 (Paulian, 1956)、毛馬齒莧。

## 生命階段

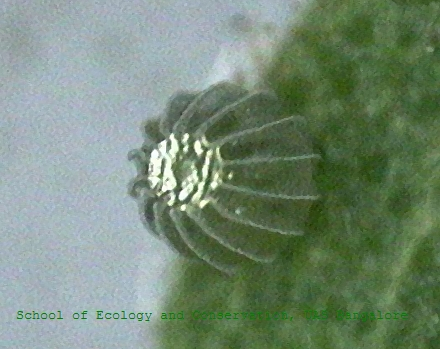
卵
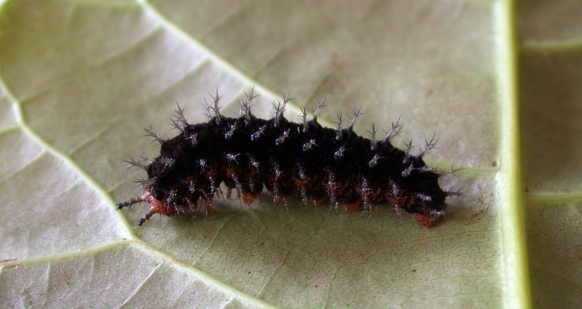
毛毛蟲
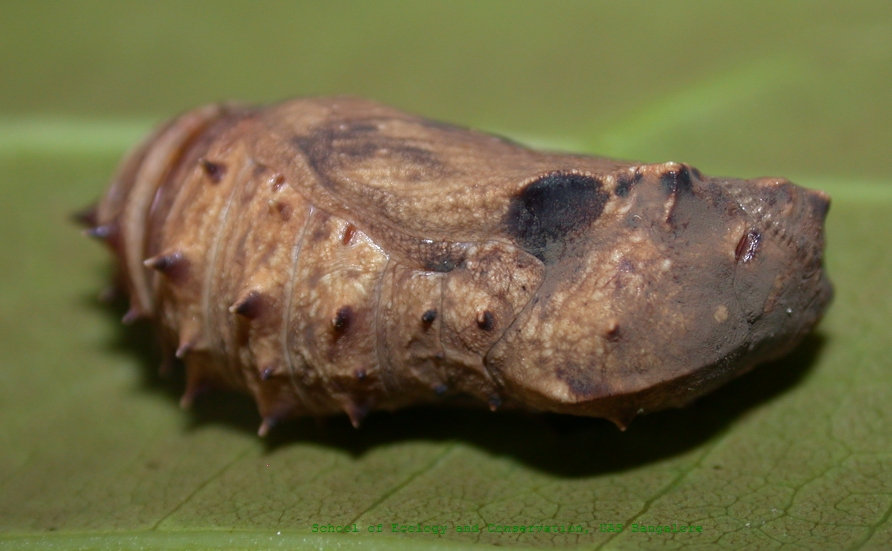
蛹
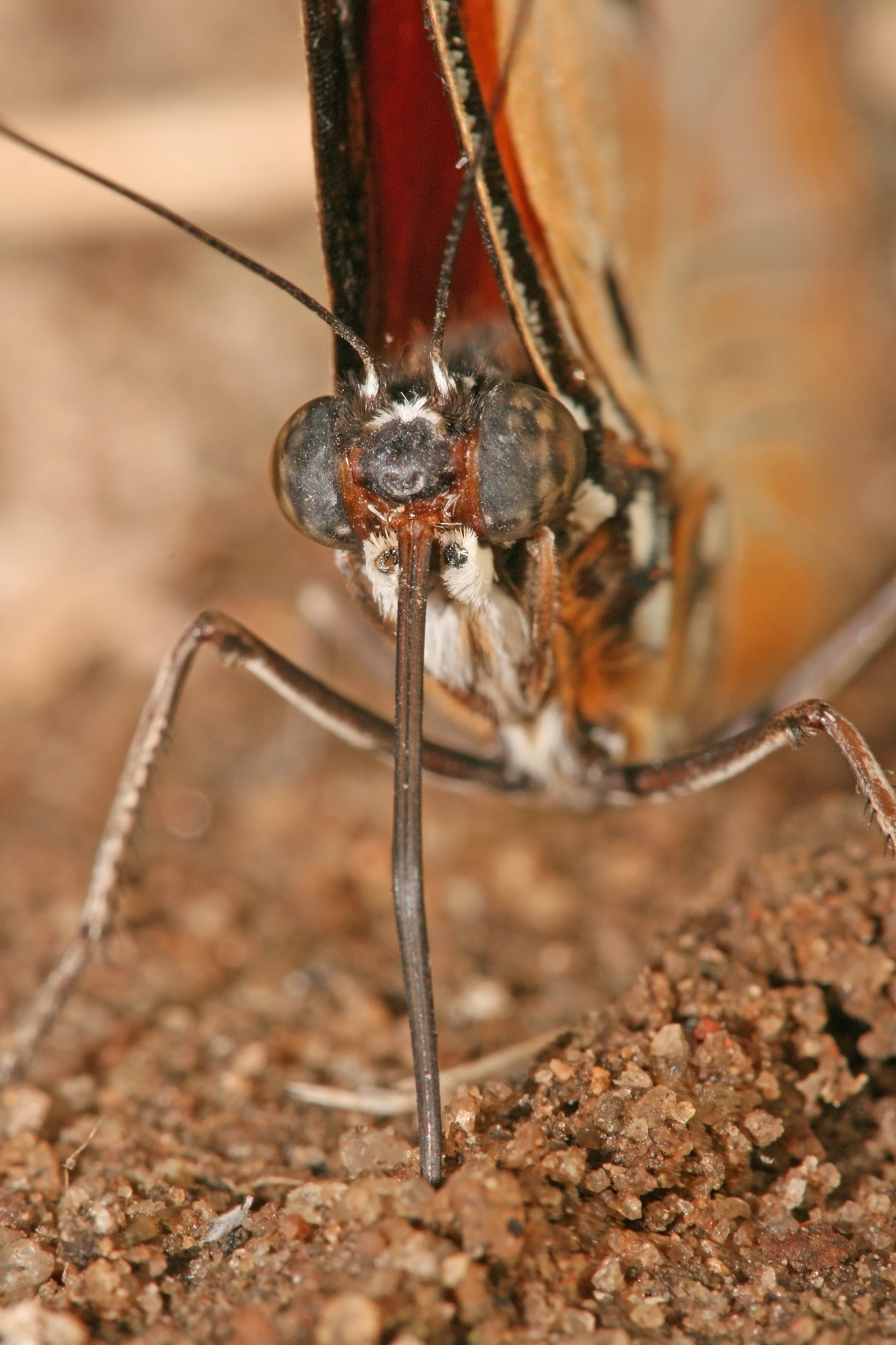
蝴蝶肖像
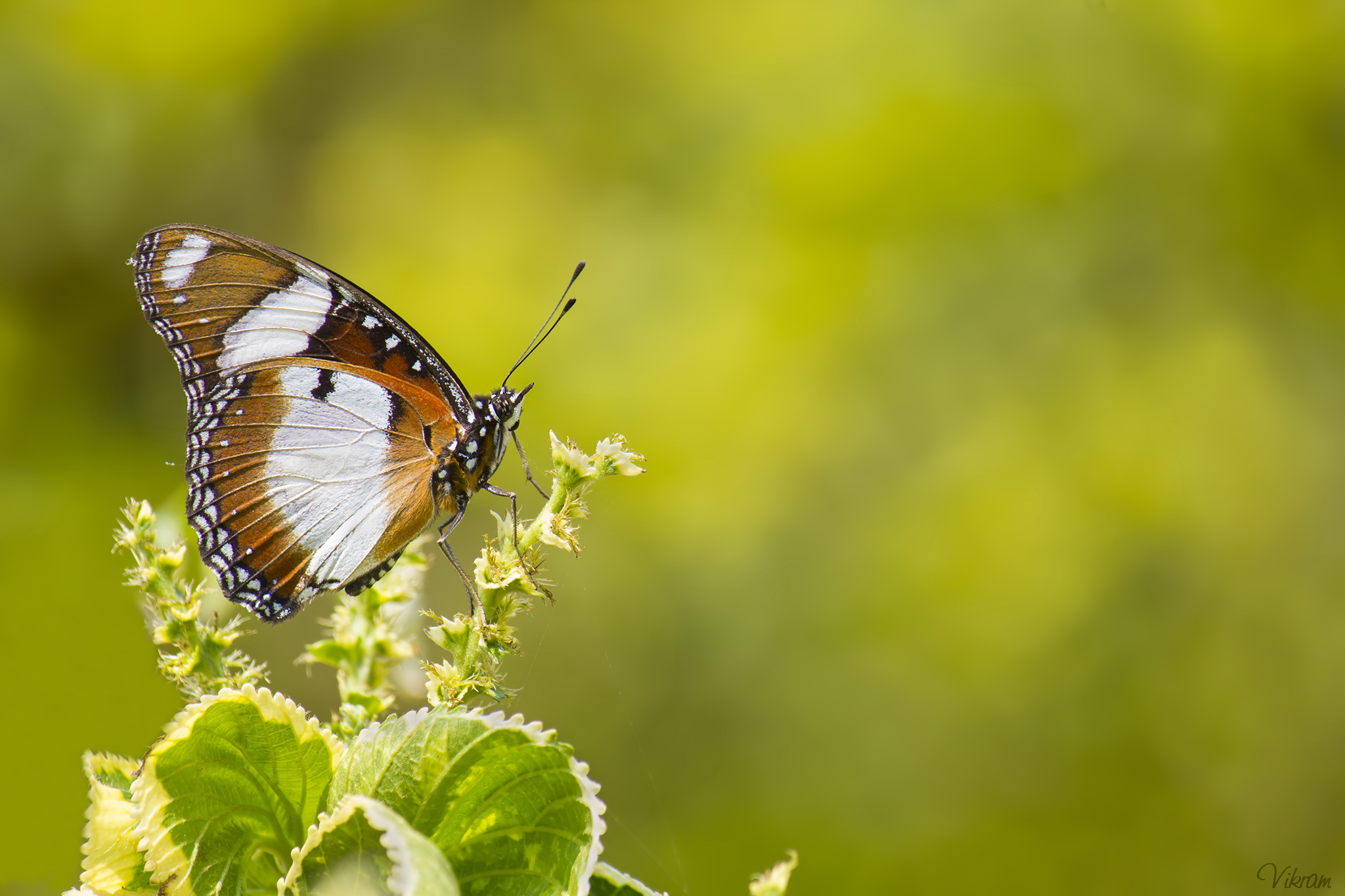
雄蝶翅膀下方
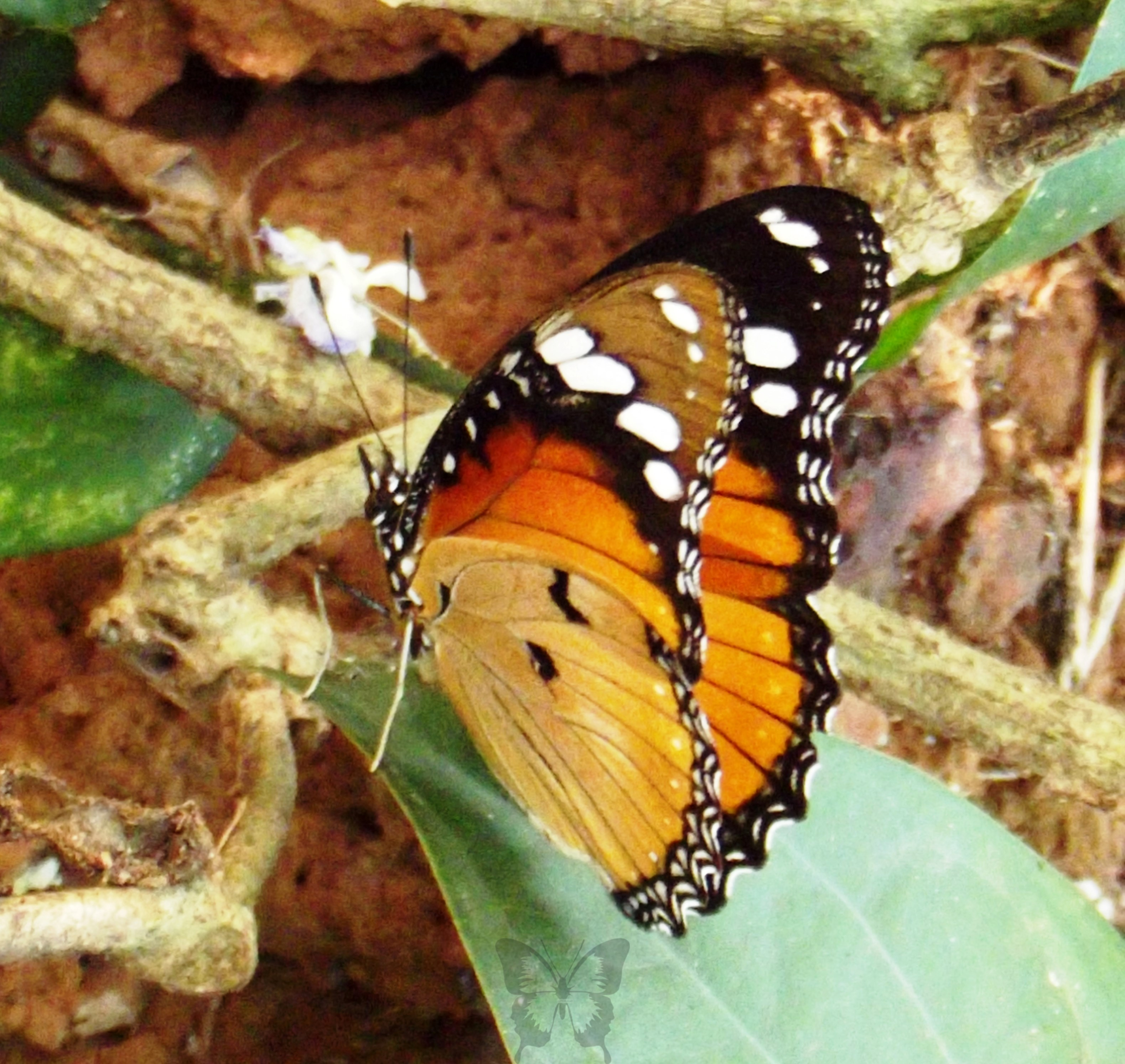
雌蝶

## 扩展阅读
- 維基物種上的相關：雌擬幻蛺蝶
- 维基共享资源上的相關多媒體資源：雌擬幻蛺蝶}